# 韋弗利冰川
74°1′S 61°38′W / 74.017°S 61.633°W
韋弗利冰川（英語：Waverly Glacier），是南極洲的冰川，位於帕爾默地東岸，流經特里科恩山南坡，最終注入賴特灣，在1940年12月由美國研究隊拍攝空中照片，現時由南極條約體系管理。